# Waiomys mamasae
Waiomys mamasae é uma espécie de roedor da família Muridae. Endêmica da Indonésia, é encontrada apenas na ilha de Sulawesi. É a única espécie descrita para o gênero Waiomys. 